# Leo Pinto
Leo Hillary Knowles Pinto (* 11. April 1914 in Nairobi; † 10. August 2010 in Mumbai) war ein indischer Hockeyspieler und Olympiasieger.

## Karriere
Geboren in Kenia, zog Pinto später nach Goa. Mit 13 Jahren begann Pinto mit dem Hockeyspiel und wurde rasch zum Stammtorwart seines Teams, der Bycilla Rovers. 1930 zog er mit seinen Eltern nach Bombay, heute Mumbai, und besuchte die St. Stanislaus High School, 1932 wechselte er auf das St. Xavier’s College. Später war er Torwart des Lusitanischen Hockey-Clubs in Bombay und nach dem Zweiten Weltkrieg beim Tata Sports Club. Pinto war für die Olympiamannschaft 1936 vorgesehen, fiel aber nach einer schweren Verletzung aus. Zwölf Jahre später waren Ranganathan Francis und Pinto die indischen Torhüter beim olympischen Hockeyturnier in London. Pinto spielte in der Vorrunde nur gegen Argentinien, stand aber beim 2:1-Halbfinalsieg gegen die Niederlande und beim 4:0-Finalsieg gegen die Briten im indischen Tor.
Noch vor dem Ende seiner Spielerlaufbahn übernahm Pinto die Managerposition beim Tata Sports Club. Von 1954 bis 1966 betreute er die College-Auswahl von Bombay. 1972 war er einer der Trainer der indischen Mannschaft, die die Bronzemedaille bei den Olympischen Spielen in München gewann.